# Žarkovac
Žarkovac (cyr. Жарковац) – wieś w Serbii, w Wojwodinie, w okręgu sremskim, w gminie Ruma. W 2011 roku liczyła 904 mieszkańców.